# NGC 987
NGC 987 é uma galáxia espiral barrada (SB0-a) localizada na direcção da constelação de Triangulum. Possui uma declinação de +33° 19' 38" e uma ascensão recta de 2 horas, 36 minutos e 49,5 segundos.
A galáxia NGC 987 foi descoberta em 12 de Setembro de 1784 por William Herschel.